# 三林南站
三林南站位于中华人民共和国上海市浦东新区三林镇临太路与恒星路交叉口，是上海市域铁路机场联络线的市域铁路车站，未来可换乘地铁19号线。机场联络线站体与19号线站体交叉，形成换乘。机场联络线车站站台为地下四层双岛站台，正线使用双侧式站台，外侧站台供预留的通往上海南站的支线使用。本站的主體結構於2024年1月完成封顶，于2024年底随市域鐵机场联络线一同开通。

## 车站结构
本站机场联络线与19号线斜向交叉，19号线位于机场联络线站台东端、站体中部。机场联络线站台位于地下四层，19号线站台位于地下二层，二者通过非付费区节点换乘，但预留费区内换乘条件。机场联络线车站总长665.5米（有效站台220米），宽42.4米，深36.874米，总建筑面积90474平方米。机场联络线工程上奉贤线/南北快线按市域铁路制式、平行站厅换乘考虑。

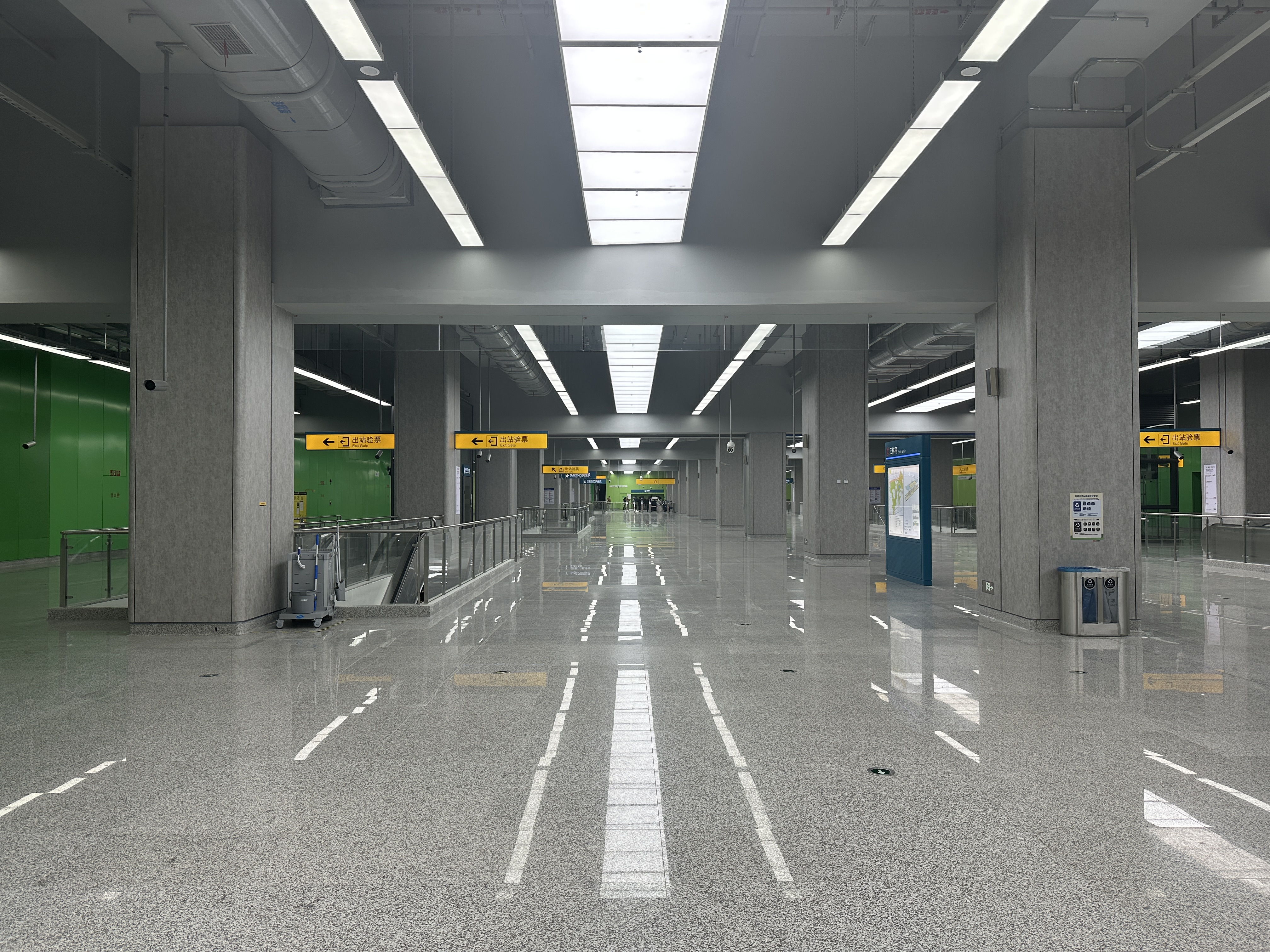
站厅

| 地面层   | 出入口             | 1-2出入口                                 |  |  |
| 地下一层 | 设备               | 车站设备                                  |  |  |
|          | 地铁站厅           | 局部预留19号线站厅                        |  |  |
| 地下二层 | 设备               | 车站设备                                  |  |  |
|          | 地铁站台           | 局部预留19号线站台                        |  |  |
| 地下三层 | 换乘               | 站体内预留节点                            |  |  |
|          | 市域站厅           | 票务服务、自动售票机、人工服务台          |  |  |
| 地下四层 |                    | █ 市域机场线 预留站台                     |  |  |
|          | 岛式站台，左侧开门 |                                           |  |  |
|          |                    | █ 市域机场线 往浦东1号2号航站楼（康桥东） |  |  |
|          |                    | █ 市域机场线 往虹桥2号航站楼（景洪路）    |  |  |
|          | 岛式站台，左侧开门 |                                           |  |  |
|          |                    | █ 市域机场线 预留站台                     |  |  |

## 車站出口
车站共设有2个常用出入口，设计理念为“入林”，出入口上部及周边设置草坪和稀疏树木，弱化车站与外围外环绿带的边界。
| 出口编号            | 建议前往目的地 | 照片 |
| ------------------- | -------------- | ---- |
| 1 · 出口 · （设有） | 云绵路，晚亭路 |      |
| 2 · 出口 · （设有） | 云绵路，涵林路 |      |
| 图例： 设有         |                |      |